# Johann Daniel Mylius
Johann Daniel Mylius (ca. 1583-1642) fue un compositor para laúd y escritor sobre alquimia.

## Biografía
Nacido en Wetter, en la actualidad Hesse, estudió teología y medicina en la Universidad de Marburgo. Fue cuñado y alumno de Johann Hartmann (1568-1613).
En 1616, cuando todavía era un estudiante de medicina, Mylius publicó Iatrochymicus de Duncan Burnet. La Opus medico-chymicum, obra alquímica propia de Mylius, fue publicada dos años más tarde. Es conocido por la colección Thesaurus gratiarum (1622) de piezas para laúd. En el mismo año fue publicada su Philosophia Reformata. Mylius fue el médico personal de Mauricio I de Hesse-Kassel y entre sus mecenas estaban Mauricio de Nassau y Federico Enrique de Orange-Nassau.

## Obra
- Opus medico-chymicum. 1618.
- Antidotarium. 1620.
- Philosophia reformata. 1622.
- Anatomia auri. 1628.
- Danielis Milii Pharmacopoeae spagyricae, sive Practicae universalis Galeno-chymicae libri duo. - Francofurti : Schönwetter, 1628. digital edition